# Manuel de la Peña y Peña

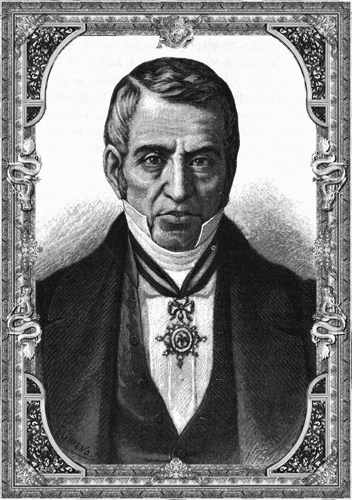
Manuel de la Peña y Peña, President van México

José Manuel de la Peña y Peña (Tacuba, 10 maart 1789 - Mexico-Stad, 2 januari 1850) was een Mexicaans politicus.
Hij studeerde recht en bekleedde een groot aantal politieke en diplomatieke functies. Op 26 september 1847, tijdens de Amerikaans-Mexicaanse Oorlog werd hij in Querétaro tot president uit geroepen. Op 12 november moest hij alweer aftreden want toen benoemde het congres Pedro de Anaya tot tijdelijk president. Het congres kon echter geen definitief besluit nemen over een nieuwe president, dus op 8 januari 1848 werd Peña y Peña maar weer tot president benoemd. In die hoedanigheid ondertekende hij de Vrede van Guadalupe Hidalgo, die de oorlog met de V.S. beëindigde en waardoor Mexico een derde van haar grondgebied kwijtraakte. Intussen werd José Joaquín de Herrera tot president gekozen, en Peña y Peña trad weer af (3 juni). Onder Herrera werd hij voorzitter van het hooggerechtshof tot zijn dood twee jaar later.
- Biblioteca Nacional de España: XX5573921
- Gemeinsame Normdatei: 1047946831
- International Standard Name Identifier: 0000 0000 2693 948X
- Library of Congress Control Number: n82113031
- SNAC: w6kw83sn
- Virtual International Authority File: 45651757
- WorldCat: E39PBJtmw8kj9RC6FRYpHcBQMP